# TAIZO (ギタリスト)
TAIZO（たいぞう）は、日本のギタリスト、ボーカリスト、ソングライター、編曲家、音楽プロデューサー。熊本県出身。

## 概要
1996年
- 7月、FEELに加入。

1997年
- ロックユニットFEELのギタリストとして10代でメジャー・デビュー。森岡賢をプロデューサーに迎え、KING RECORDS、UNLIMITED RECORDSより7枚のシングル、2枚のアルバムをリリース。高橋まことがサポートドラムとして参加。「EVERLASTING」（アニメ「快感・フレーズ」エンディングテーマ）など。

2000年
- FEEL解散後、スタジオ・ミュージシャン、サポートギタリストとして活動。

2001年
- 上領亘をプロデューサーに迎え、ソロとしてTAIZO-ZERO MHz名義でアルバム「Another World」をDANGER CRUE RECORDSよりリリース。1stライブに長谷川正 (Plastic Tree) がサポートとして参加。

2003年
- バンド名義のTHE ZERO MHzとしてアルバム「愛と欲望創作ダンス」をEXPLOSION RECORDSよりリリース。

2004年
- 恩田快人、TAMAMIZU率いるFU JI KO結成、アルバム「浮気なサファイア」をリリース。

2009年
- 北出奈菜アルバム「Bondage」制作に参加後、北出とユニットLovelessを結成。ヨーロッパ、アフリカツアーを行い、ドイツ・ハンブルクレコーディングによるアルバム「愛とHate -ai To Hate-」を2011年にヨーロッパ、アメリカにおいてリリース（国内CD未発売、ダウンロード配信中）。作詞、作曲を担当。

2012年
- Loveless解散。

2013年
- IPPEIとfemtを結成し活動。また、藤崎賢一率いるLIZARD'S TAILにライブサポート参加。

2014年
- 1月、TAIZOの正式加入に伴いLIZARD'S TAILからBordeauxへ改名。
- 2月、femtから脱退発表。その後、自らのプロジェクト、シトクロムを始動し10月に1stライブを行う。
- 12月、BordeauxライブDVD「HOWL AT BEAUTIFUL DAYS」リリース。

2015年
- 3月、Bordeaux脱退。
- 6月9日、BordeauxライブCD「HOWL AT BEAUTIFUL DAYS」リリース。10月4日、HOPE AND LIVE 2015にHOPE AND LIVE SPECIAL BANDとして出演。
- 8月1日、シトクロム現象告知「ファイ」 - YouTubeが公開される。
- 9月4日、シトクロム高円寺HIGH公演にて「Cytochrome Demonstration 4曲入り」が発表される。

2016年
- シトクロム活動中。
- 4月21日、ソロ弾き語りライブを行う。

2017年
- 2月16日、シトクロム主催公演「愛と欲望の果てのバレンタインVol.1 」が開催される。
- 5月末、熊本城復興へシトクロム物販の売り上げ全てを寄附したことにより城主として見做され「城主証」が授与される。

2018年
- 2月16日、池袋手刀にてCYT主催「愛と欲望の果てのバレンタインVol.2」が開催、公演終了後、シトクロム物販よりシトクロムのシンボル-「シトクロムマイマイネックレス」が発売。売上を熊本城復興に寄付。
- 6月3日、森岡賢追悼ライブ KEN.MORIOKA memorial Talk&DJ party 「THE Untouchables」に参加。
- 7月22日未明、シトクロム告知動画 - YouTubeが公開される。
- 8月13日、池袋手刀 にて「Demonstration Single -insomniac、psychoparanoiz」が発売。

2019年
- 2月16日、池袋手刀にてCYT主催「愛と欲望の果てのバレンタイン　Vol.3」が開催され、シトクロムのシンボル-「カタツムリ星人」が発売。売上は熊本城復興に寄付。
- 6月1日、森岡賢、最後の追悼ライブ「“last flower” KEN.MORIOKA forever」に出演。

2020年
- 2月12日、池袋手刀にて主催「愛とドラムとバレンタイン」公演が開催され、7人のドラマーと一騎討ち セッション＋インダストリアルバージョンとしてドラム３台+ギター1本の150分公演に挑む。
- 8月31日、DEEP再結成発表。バンド発起人の2人、スズキコウジ（Vo）、ハッタアツシ（B）が新メンバーとしてフルキタイゾウ（G）を迎え、24年ぶりに復活することとなった。

2021年
- 2月16日、シトクロム【CYT】デモンストレーション2021春 - YouTube公式予告映像が公開される。
- 5月29日、「MALICE MIZER Közi」率いる新生ZIZ GtrにTaizoとYutoを迎え、Zirco Tokyoにて“Salon du Détester #23-9th Anniversary oneman GIG–”、5人体制のシン・ズィズ9周年ワンマンを行う。
- 7月19日、池袋手刀にてシトクロムの太三弾き語りライブを行う。「CYTOCHROME Demonstration 2021」(2曲入りCD)、シトクロムのカタツムリ猫「シトネコ」が発売され、売上の一部を熊本城復興支援に寄付。

2023年
- 2023年現在、主にZIZ、MUNIMUNIギタリストとして活動中。

2024年
- 2月10日、Loveless『覚醒の記憶』渋谷Club MalcolmにTAIZERとしてステージに立つ。
- 10月2日、TAIZERをギタリストに迎えたMUNIMUNIによる新作CD 『THE MOONLIGHT PARTY』が発売。
- 10月27日、高田馬場club phaseにて『heath solo works  Iheath the live everliving everloving 』が開催され、TAIZOがHEATHのギターで出演。ライブではPATA（G／X JAPAN、Ra:IN）、SUGIZO（G／LUNA SEA、X JAPAN等）、MORRIE（Vo／DEAD END、Creature Creature）を始めとしてKen Ayugai（Vo／TOBYAS）やTAIJI FUJIMOTO（G／ex.D.T.R）、Jun（B／Valentine D.C.）、kazuno（B／ex.Moi dix Mois）、tezya（Vo／tezya&the sightz）、JO:YA（Vo／ex.DopeHEADz）、Shame（Vo／DopeHEADz、Ravecraft）、TAIZO（G）、Taji（Dr／ex.AUTO-MOD）、TACOS NAOMI（key）といったHEATHと親交が深い、そしてHEATHが敬愛するミュージシャンが集結。

2025年
- SUGIZOが劇中歌＆劇伴を手掛けし、モデルで俳優の菊地姫奈が主演を務め、宮崎大祐が監督を務める映画「V.MARIA」にタイザーとして出演。第20回大阪アジアン映画祭に出品が決定しており、斬新で挑戦的な作品を紹介する「インディ・フォーラム部門」にて3月17日(月)にプレミア上映。4月1日より2週間限定で目黒シネマにて上映。また、目黒シネマ満員御礼として上映拡大が決定され、5月より渋谷ヒューマントラストシネマ、池袋シネマ・ロサ、テアトル梅田にて公開される。
- 4月18日、池袋手刀でのライブを持ちZIZ脱退。
- 6月1日、 韓国ソウルCLUB A.O.RにてMUNIMUNI初海外公演「NEOSEOUL」が開催される。

## 作品
FEEL
TAIZO-ZERO MHz
- アルバム「Another World」 （2001年1月17日　DANGER CRUE RECORDS　DCCZ-1001）

THE ZERO MHz
- アルバム「愛と欲望創作ダンス」 （2003年10月1日　EXPLOSION RECORDS　EXLC-78）

FU JI KO
- アルバム「浮気なサファイア」 （2006年6月21日　DEDICATION RECORDS　DWCA-8）

Loveless
- アルバム「愛とHate -ai To Hate-」 （2011年　Spark & Shine　KAS-011）

Bordeaux
- シングル「SHAKE BLOODY IN THE GHOST」 （2013年12月　GRACE RECORDS　GRC-0002）
- シングル「HEAVY GIRL」 （2014年3月　Liers & Ghosts　LG-0001）
- ライブDVD「HOWL AT BEAUTIFUL DAYS -20140406 SHIBUYA CHELSEA HOTEL-」（2014年12月　Liers & Ghosts　LGV-0001） 
初回限定盤は2枚組で、TAIZOが編集したツアードキュメント映像Special Edition Disc「HOWL AT BEAUTIFUL DAYS 3000 MILES」付き。
- ライブCD「HOWL AT BEAUTIFUL DAYS -20140406 SHIBUYA CHELSEA HOTEL-」（2015年6月9日、Beatniks Records、LG-0002） 
TAIZOが編集、ミックス、新マスタリングを施したライブアルバム。ライブDVDには未収録だった「GREEN」「Shinjuku（新曲）」「252（新曲）」の3曲を収録。

シトクロム
- 「1st demonstration CD 」（2015年9月4日　会場発売）4曲入り
- 「Demonstration Single 」（2018年8月13日　会場発売）insomniac、psychoparanoiz 2曲入り

ZIZ
- アルバム「十十」（2023年5月29日　11周年&リリースライブ会場発売）10曲入り

MUNIMUNI
- 「THE MOONLIGHT PARTY」（2024年10月2日　MOONLIGHT_ULTRAを教えてRECORDS MOONLIGHT001）5曲入り

映画
- 「V.MARIA」(2025年,制作・配給:MMJ/監督:宮崎大祐/主演:菊池姫奈/音楽:SUGIZO)

## 主なライブサポート・セッションアーティスト
- ISSAY「Lynx」ツアーサポート
- 大槻ケンヂ 「ニセ特撮」ツアーサポート
- 恩田快人バンド「FU JI KO」ツアー、レコーディング参加
- 北出奈菜 ツアー、アルバム「Bondage」レコーディング参加、ユニット「Loveless」
- 真矢「真矢組」ソロツアーサポート
- 鈴木彩子 ツアーサポート
- TAMAMIZUバンド「FU JI KO」ツアー、レコーディング参加
- tetsuyaソロツアーサポート、プロモーション参加
- tezyaバンド「Cyan beach」「CyanROPA」ライブ
- DENバンド「ASAMI with BLACK EYES」ライブ
- heathソロライブサポート、「Lynx」ツアーサポート
- 魔太朗（Lynx、ex.test-No.） バンド「Cyan beach」「CyanROPA」「HOPE AND LIVE SPECIAL BAND」ライブ
- LEVINバンド「THE HUSKY｣ライブサポート
- 前田由紀バンド「THE HUSKY｣ライブサポート
- 清（THE MADCAP LAUGHS、森重樹一ソロ）バンド「THE HUSKY｣」ライブサポート
- FULL（GUNIW TOOLS）バンド「ヌーキキ」サポート
- ASAKIバンド「Age of punk」ライブサポート
- 有村竜太朗セッションライブレノベーションウェーブにて参加
- 長谷川正（Plastic Tree）セッションライブレノベーションウェーブ、「ZEROMhz」サポート
- 桜井青セッションライブ
- 藤崎賢一バンド「LIZARD'S TAIL」ライブサポート、バンド「Bordeaux」
- 岸根光（ex.JUSTY-NASTY、AUTO-MOD）バンド「LIZARD'S TAIL」ライブサポート、バンド「Bordeaux」
- 海老名"EBY"淳（ex.Sighs of Love Potion、ex.ZI:KILL、Sister MAYO with カラテブラボー） バンド「LIZARD'S TAIL」ライブサポート、バンド「Bordeaux」
- 西邑卓哲（FOXPILL CULT、ex.Phaidia、ex.MADAME EDWARDA）バンド「FOXPILL CULT」2ndアルバム「邪宗門」ゲストギター（track8）参加
- 鈴木新バンド「HOPE AND LIVE SPECIAL BAND」ライブ
- tatsu（レピッシュ）「“last flower” KEN.MORIOKA forever」セッションライブ
- 掟ポルシェセッションライブ
- 宙也
- Kaya アコースティックライブサポート
- 電動マリオネット ライブサポート

など。